# Narodowy Sojusz Republikański
Narodowy Sojusz Republikański, ARENA (hiszp. Alianza Republicana Nacionalista) – konserwatywna partia polityczna w Salwadorze. Została założona w 1981 roku przez Roberto D’Aubuissona. Obecnym liderem partii jest Rodrigo Ávila.
W wyborach parlamentarnych z 2009 zdobyła 38,55% głosów, uzyskując 32 mandaty w Zgromadzeniu Ustawodawczym, z kolei trzy lata później wygrała wybory z wynikiem 39,76% (33 mandaty).